# Teatro del Parque Real

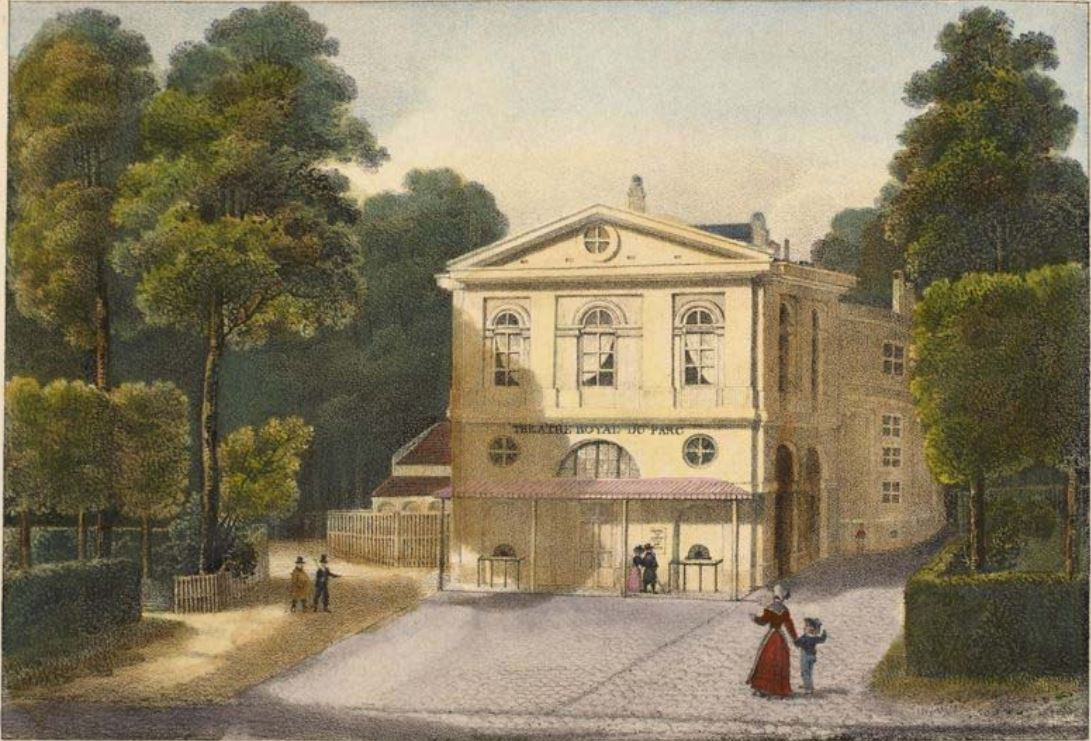
El Teatro Royal Park, c. 1830.

El Teatro del Parque Real (en francés: Théâtre royal du Parc, en neerlandés: Koninklijk Parktheater) es un teatro situado en Bruselas, Bélgica. Está ubicado en la Rue de la Loi/Wetstraat 3, en el borde del parque de Bruselas, frente a la Parlamento de Bélgica (Palacio de la Nación). Se accede al teatro con la estación Central de Bruselas, así como por las estaciones de metro Parc/Park (en las líneas 1 y 5 ) y Arts-Loi/Kunst-Wet (en las líneas 2 y 6).

## Historia

### Historia temprana
Construido en 1782 según los planos del arquitecto belga-austríaco Louis Montoyer, el Teatro del Parque Real fue en un principio un anexo del Teatro de La Monnaie. Los hermanos Alexandre y Herman Bultos explotaron ambos teatros al mismo tiempo, con el Teatro del Parque Real utilizado para obras protagonizadas por jóvenes actores, como una especie de escuela de teatro para La Monnaie. En 1807, bajo el régimen francés, fue cerrado por el decreto de Napoleón sobre los teatros, pero reabierto en 1814, y fue dirigido por una compañía británica durante un año y luego por una compañía holandesa durante unos meses.
A partir de 1819, la Ciudad de Bruselas, propietaria de estos dos Teatros Reales, otorgó una concesión a un director tras otro. La compañía y el repertorio eran idénticos pero distintos, con el Teatro del Parque Real especializado en vodevil y teatro de bulevar. De 1850 a 1854, el Teatro del Parque Real acogió producciones holandesas, luego se especializó en opereta y opéra-comique, y finalmente (desde 1869) en comedias. Durante la Primera Guerra Mundial, ambos teatros fueron requisados y el Teatro del Parque Real se convirtió en un teatro para la guarnición alemana. Volviendo como un teatro francófono en 1919, presentó piezas clásicas con actores belgas.

### Contemporáneo
De 1947 a 1964, bajo la dirección de Oscar Lejeune, el teatro acogió todos los años una representación de la Comédie-Française. En 1976, el Teatro del Parque Real se convirtió en un "Establecimiento de utilidad pública", bajo la dirección exclusiva de Jean Nergal, quien permaneció como director hasta su muerte el 3 de enero de 1987. Yves Larec fue nombrado director para sucederlo; asumió el cargo el 1 de febrero de 1987. Bajo su dirección, el Teatro del Parque Real se distinguió por una programación donde se alternaron creaciones clásicas y contemporáneas, en espectaculares puestas en escena y con foco en la comedia. Después de 24 años al frente del teatro, Thierry Debroux sucedió a Larec como director en 2010.